# Храм Богоматери Гваделупской (Морелия)
Храм Богоматери Гваделупской (исп. Santuario de Nuestra Señora de Guadalupe)  — католический храм в мексиканском городе Морелия (штат Мичоакан), церковь архиепархии Морелии. Храм был построен в 1708—1716 годах с фасадом в стиле барокко. На последнем этапе строительства храм был передан группе францисканцев, принадлежавших к Ордену Сан-Диего, по этой причине он также известен как Храм Сан-Диего. 
Особенностью храма является его интерьер, великолепно украшенный в 1915 году местным мастером Хоакином Орта . Цветочные орнаменты из гипса и глины, украшающие стены, своды и купол, выполнены преимущественно в розовых, красных и золотых цветах. Это роскошное убранство контрастирует с главным алтарем неоклассического стиля, окаймляемым коринфскими колоннами. В центре алтаря находится изображение Девы Гваделупской. Стены храма украшены картинами, изображающими христианизацию индейского населения Мексики братьями-францисканцами. С левой стороны расположены две часовни: во имя св. Фаустины Ковальской и во имя св. Хуана Диего.
В эпоху вице-королевства храм располагался на окраине Вальядолида (так раньше называли город Морелия), поэтому в 1732 году был проложен бульвар, ведущий прямо к церкви — Кальсада-де-Фрай Антонио де Сан-Мигель.
11 и 12 декабря в храме отмечается большой праздник в честь Девы Гваделупской.

## Галерея

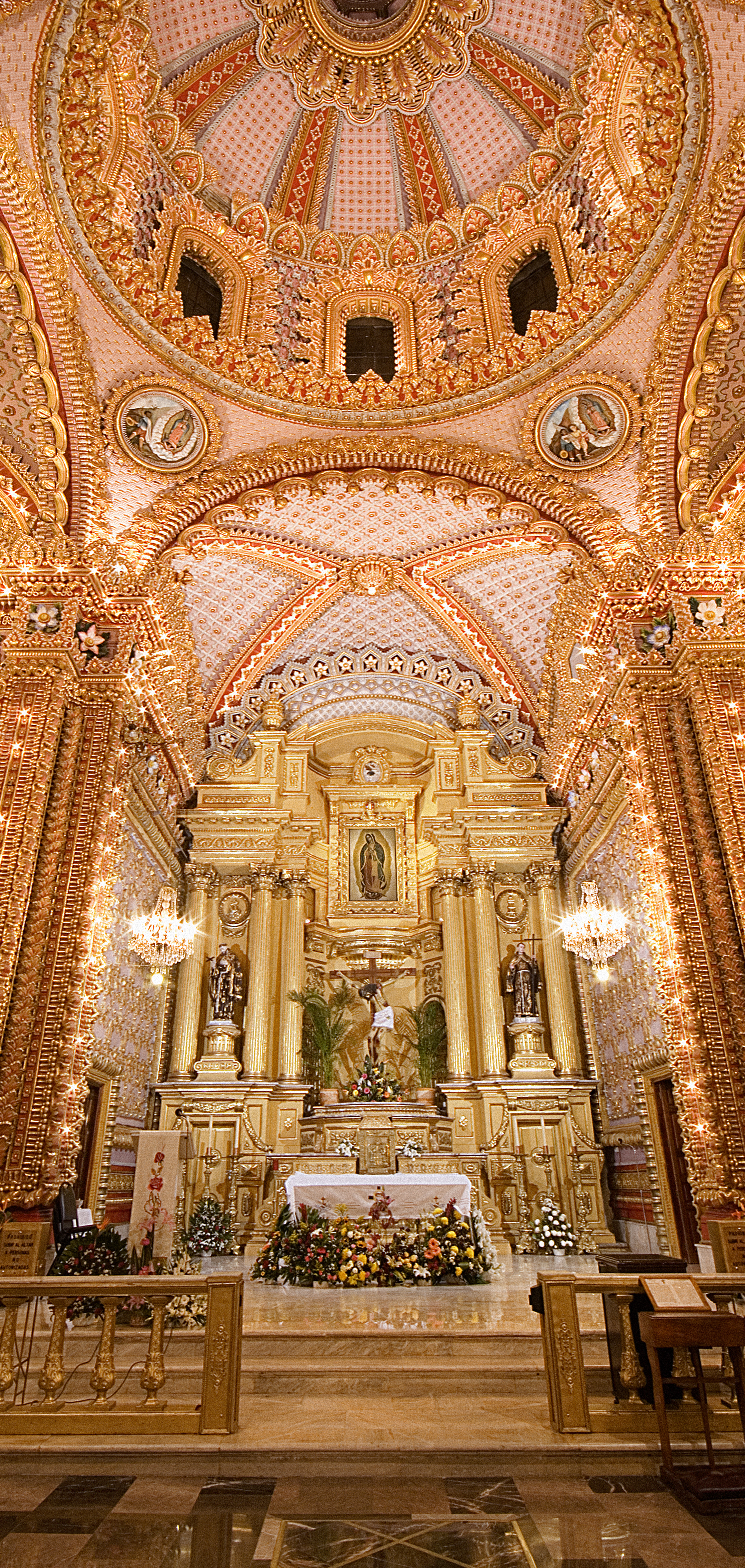
Алтарь и купол храма
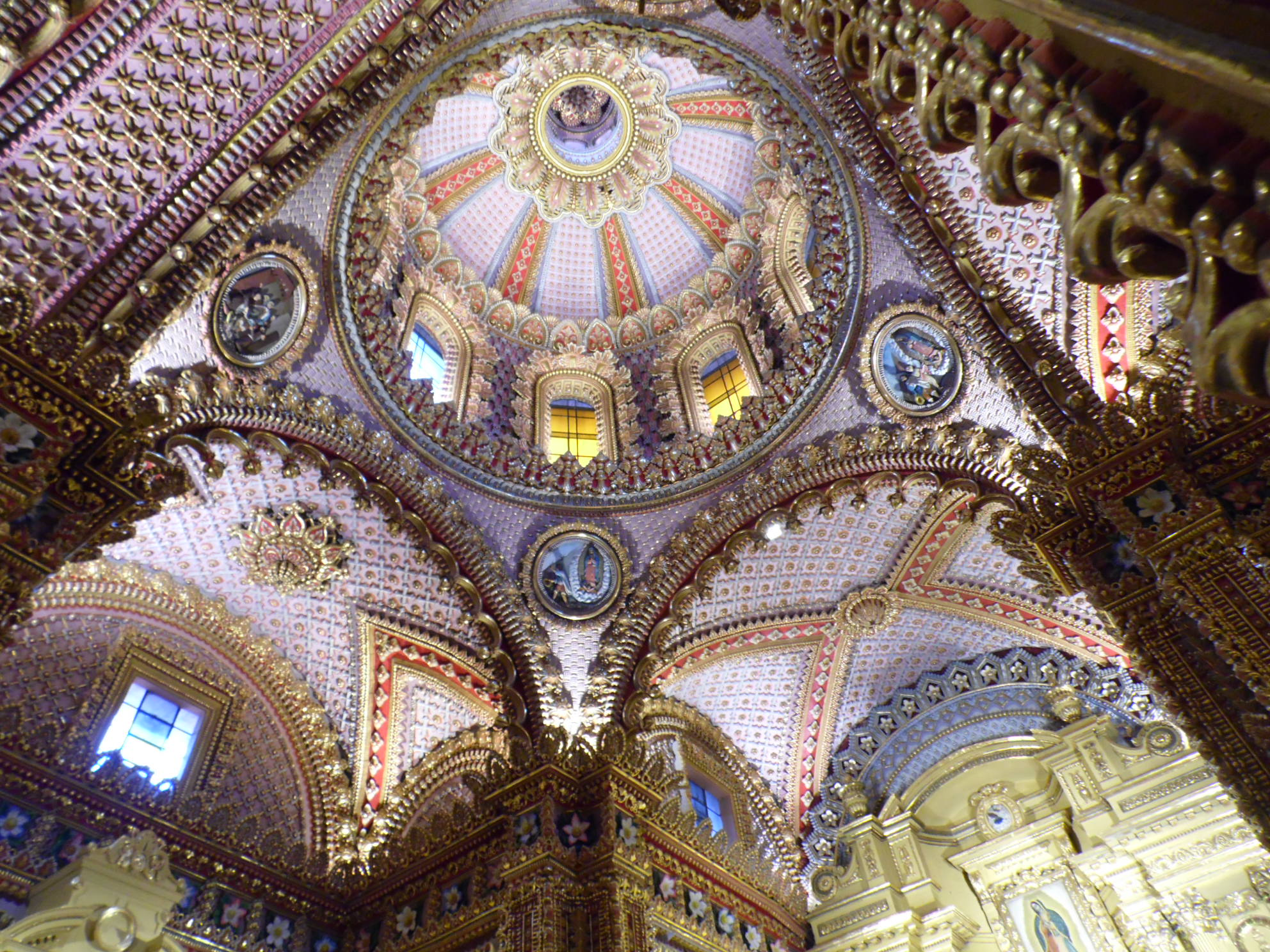
Купол храма
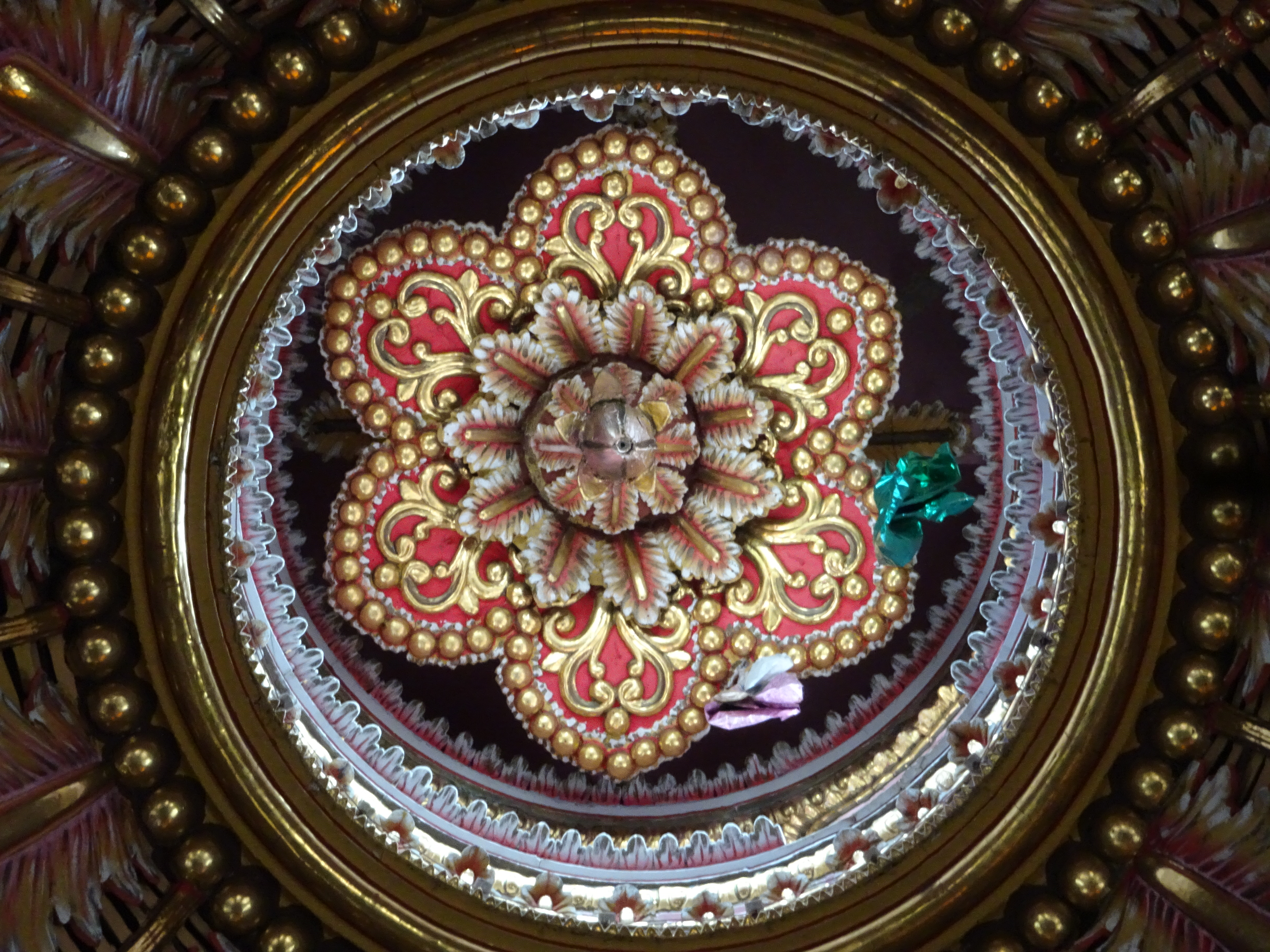
Центральная часть купола
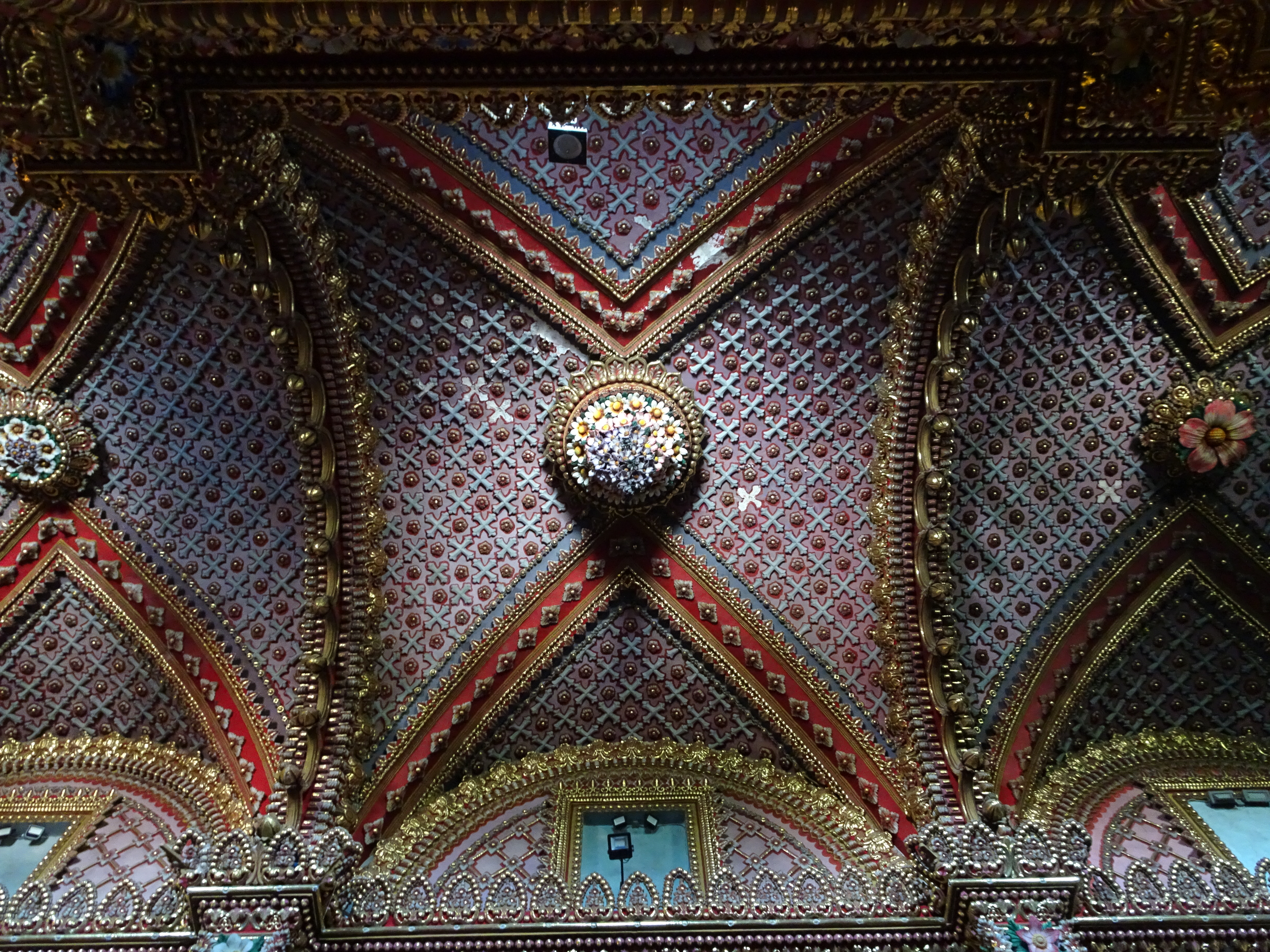
Потолок храма
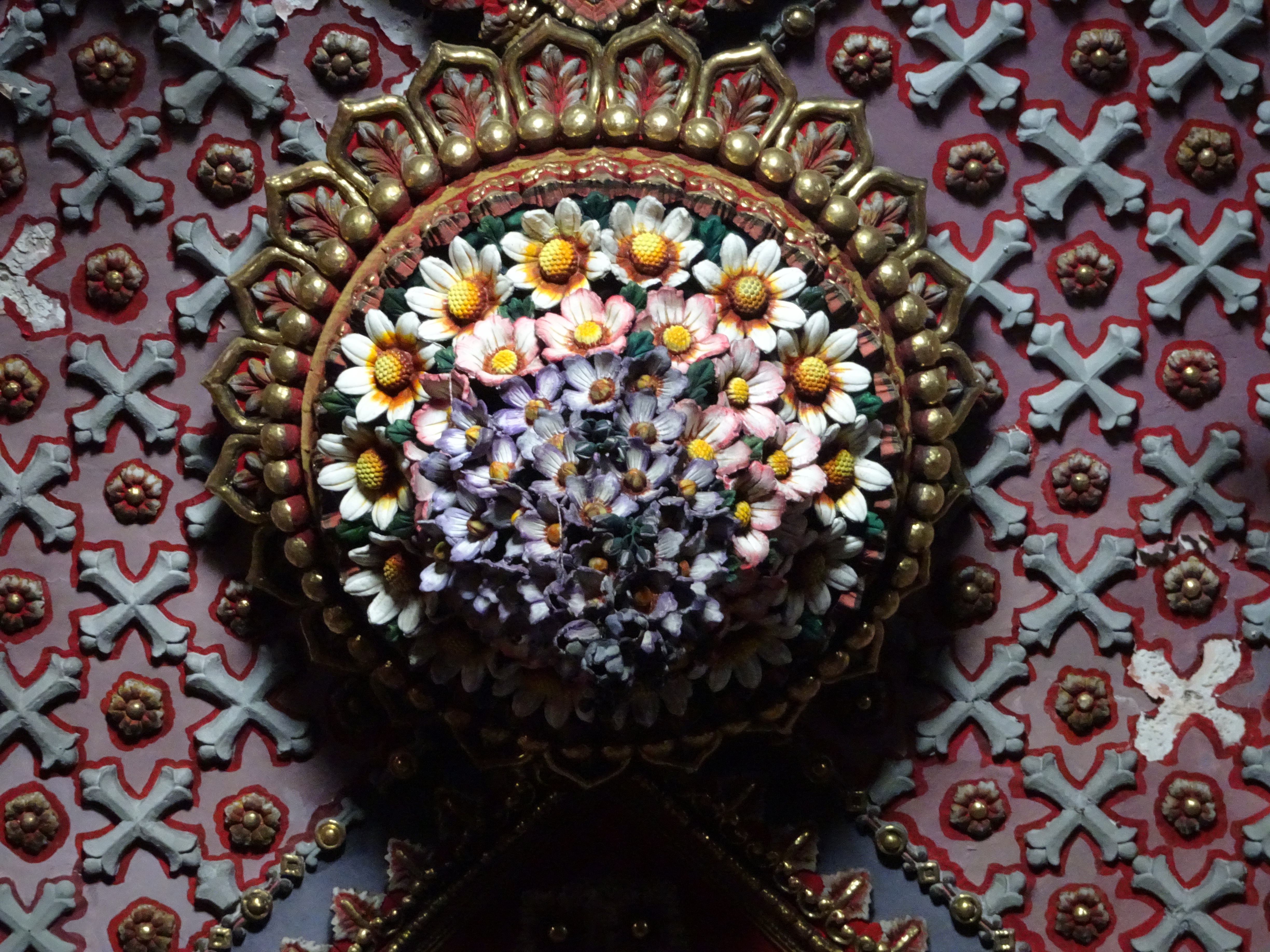
Цветочная корзина -- деталь потолка
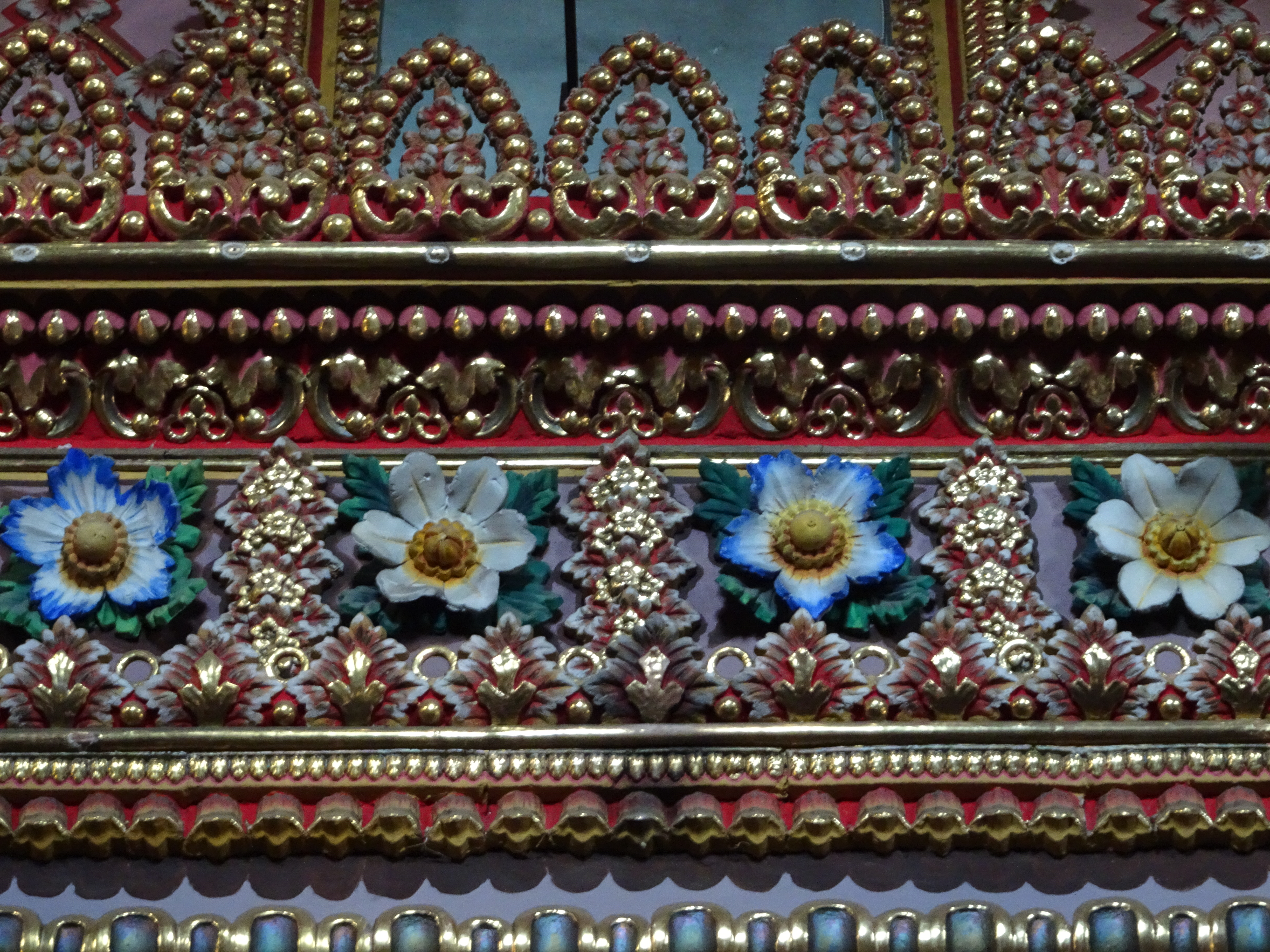
Цветочный орнамент на стенах
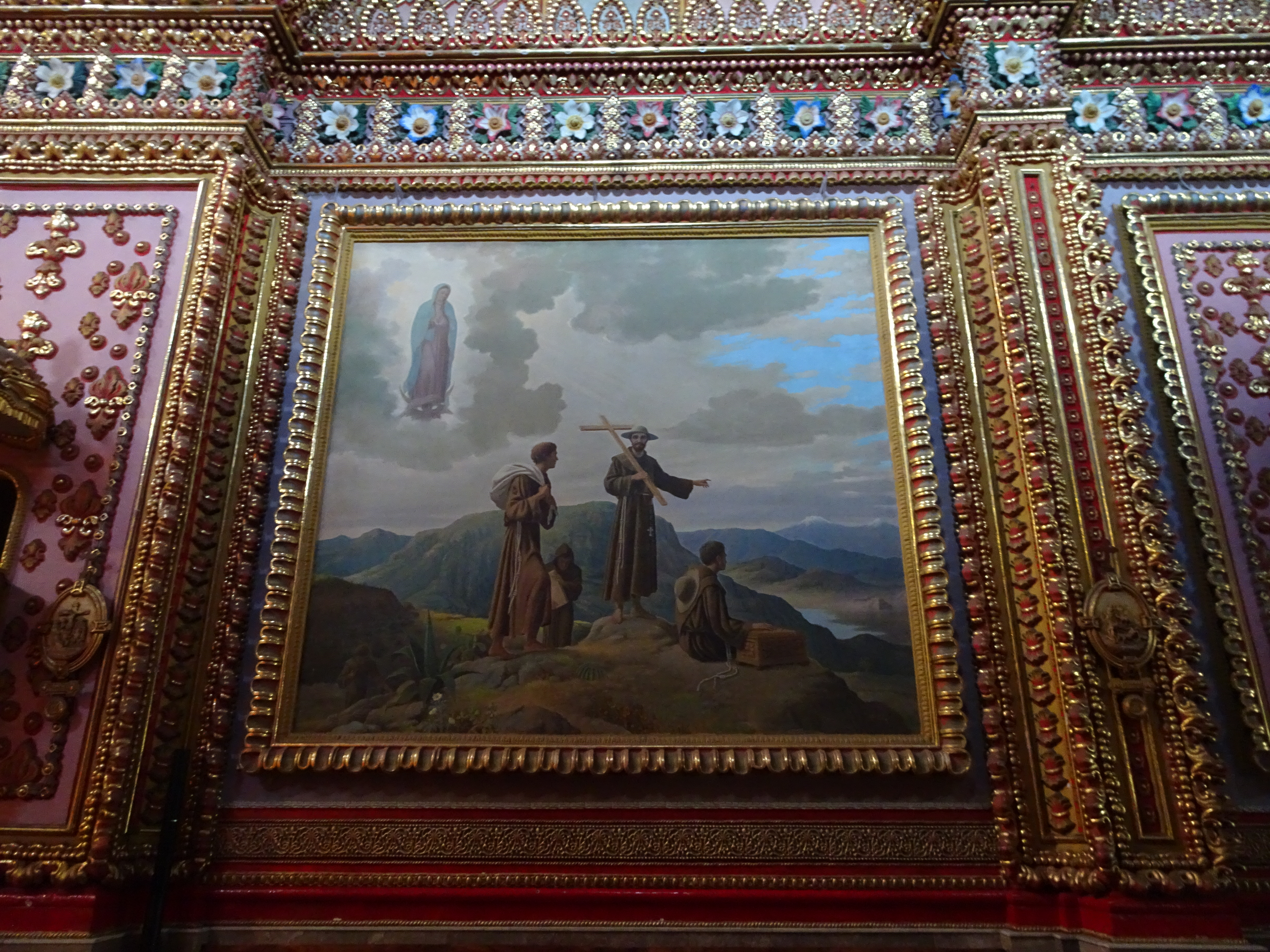
Картина "Монахи-францисканцы в Мексике"
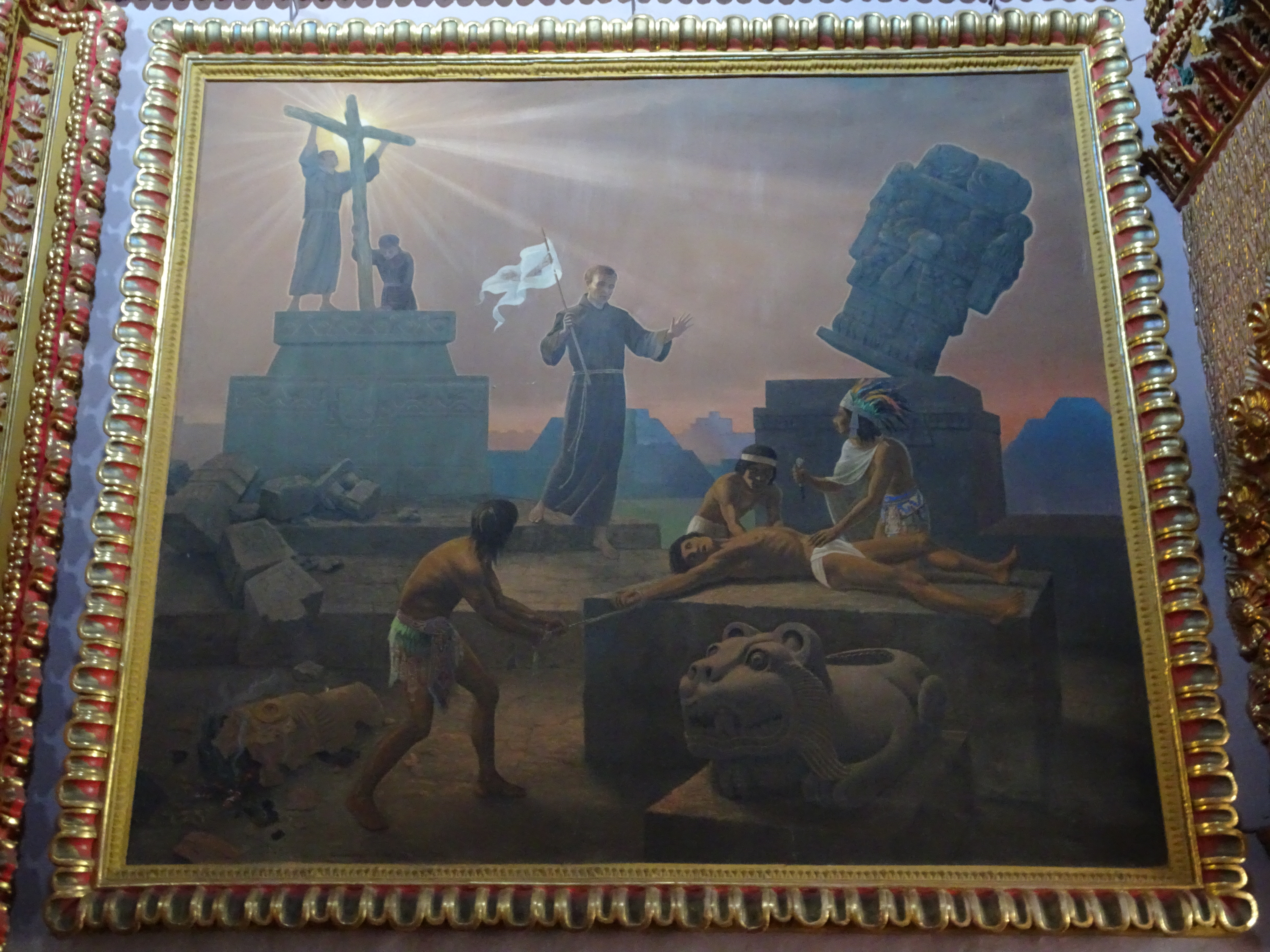
Картина "Жертвоприношение"
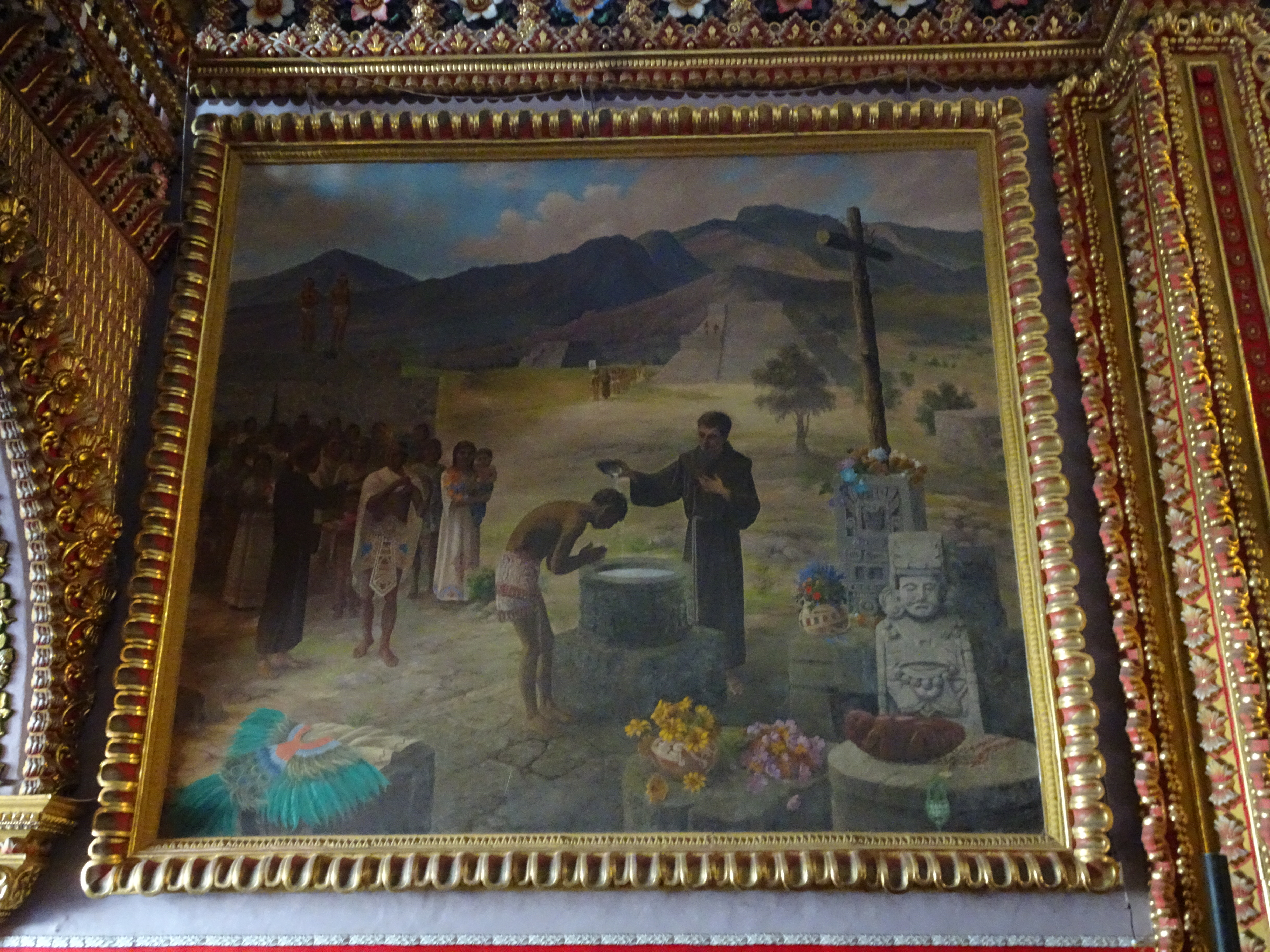
Картина "Крещение индейцев"
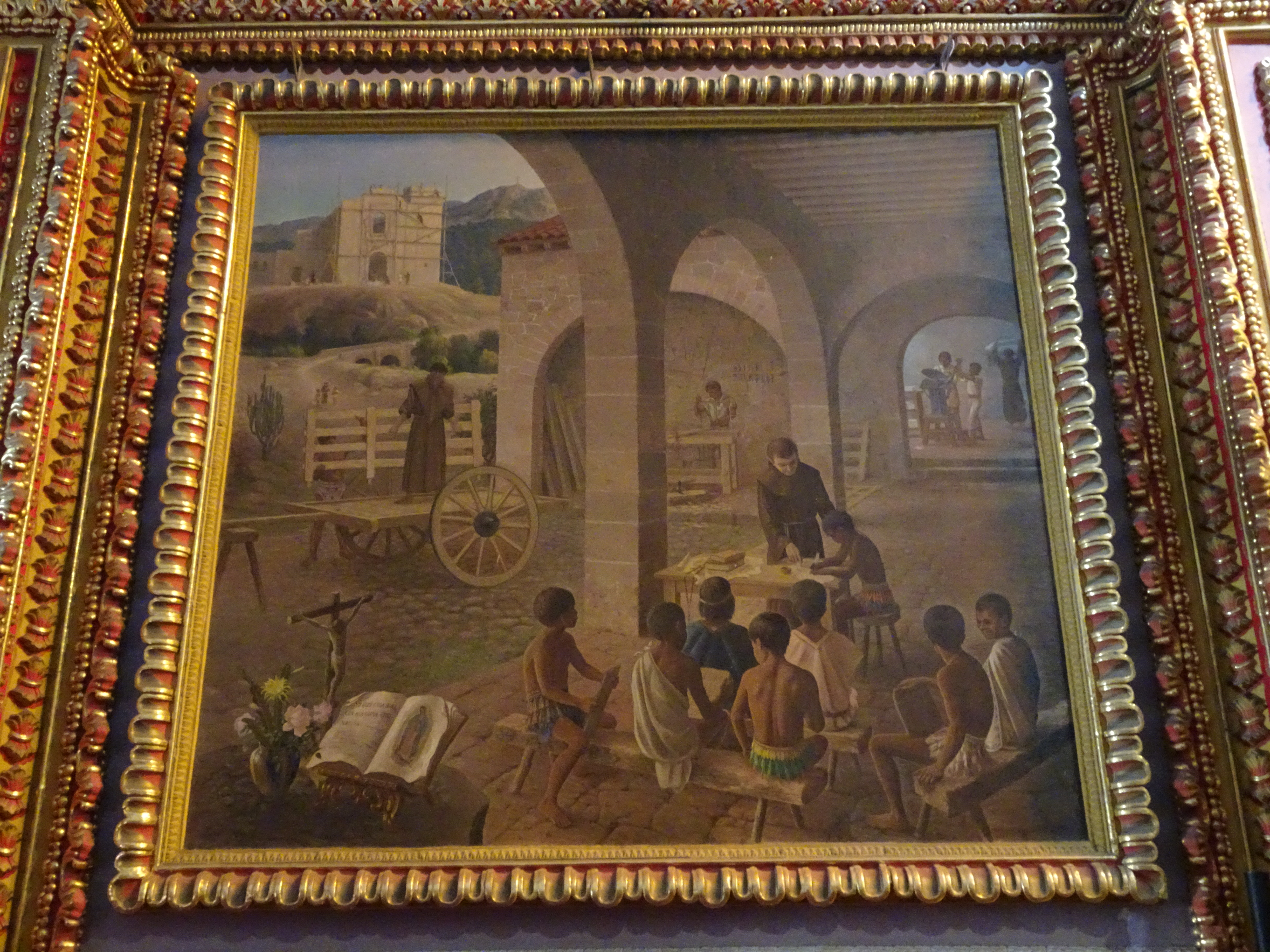
Картина "Обучение индейских детей"
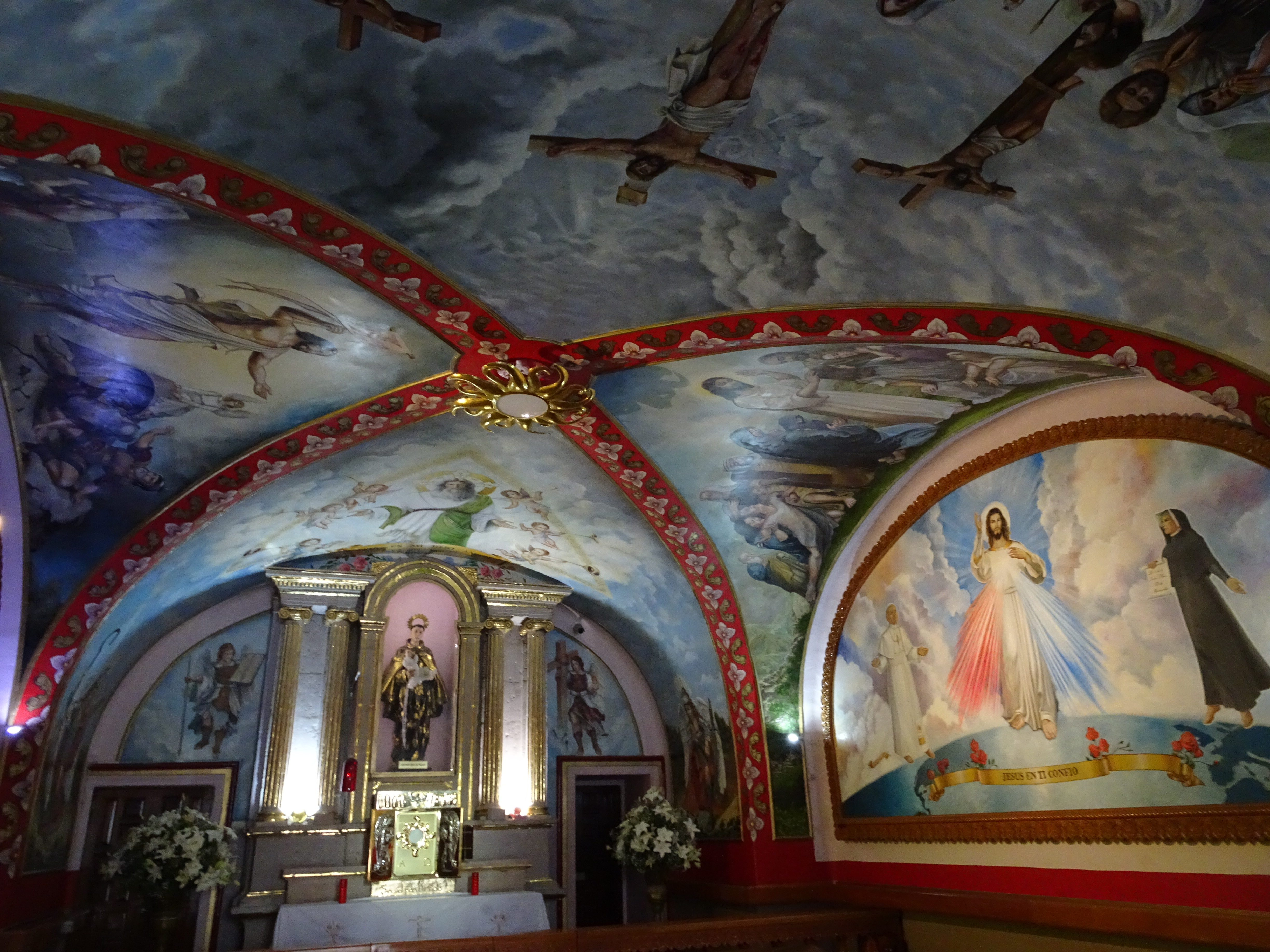
Часовня во имя св. Фаустины Ковальской
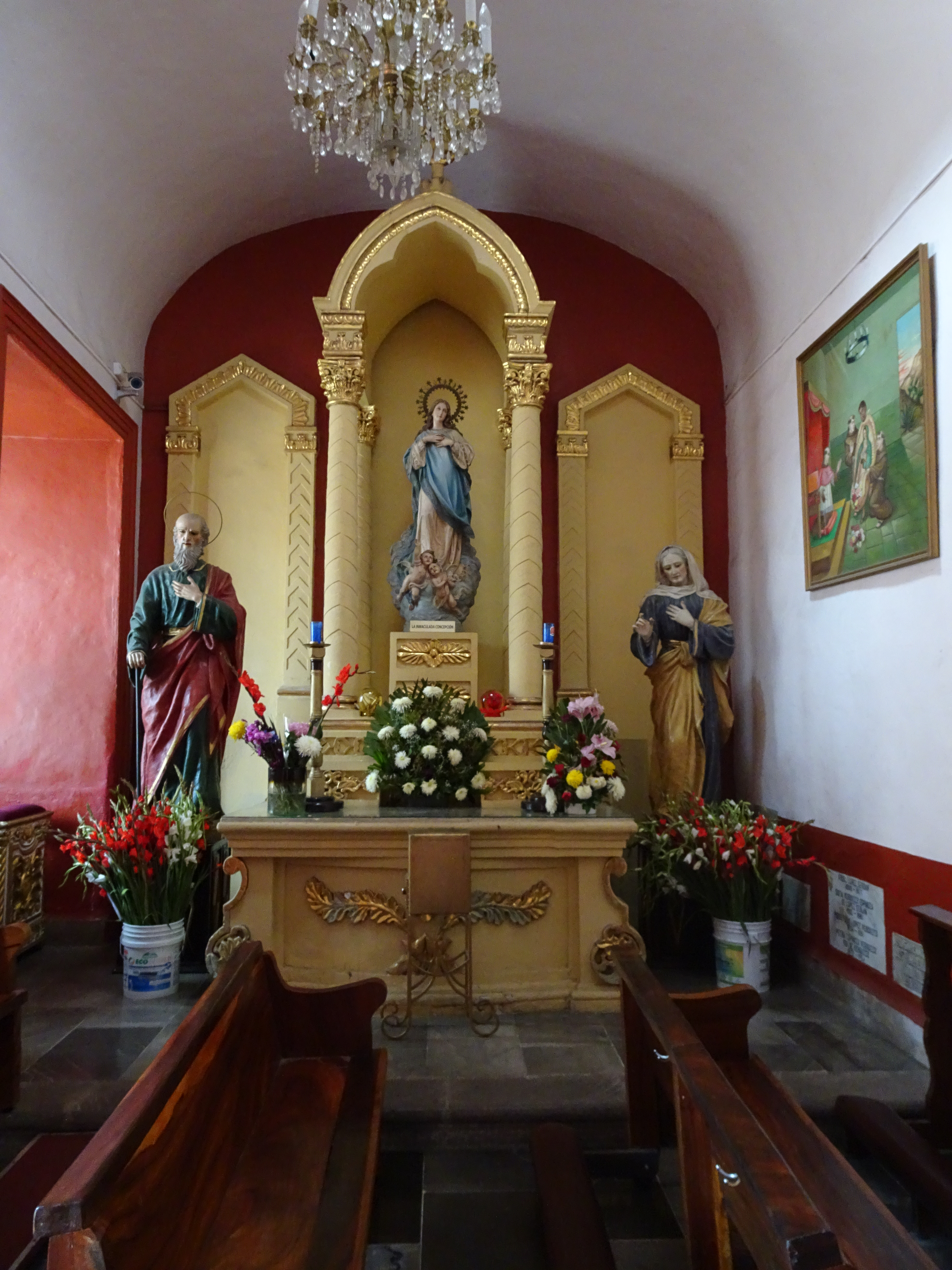
Часовня во имя св. Хуана Диего